# 短鳄齿鱼
短鳄齿鱼（学名：Champsodon snyderi），又名史氏鱷齒鱚、黑狗母，为鳄齿鱼科鳄齿鱼属的鱼类。分布于日本海以及中国东海、黄海等海域。该物种的模式产地在日本三崎。